# Verwaltungsgemeinschaft Neustadt an der Waldnaab
Die Verwaltungsgemeinschaft Neustadt an der Waldnaab (VGem) liegt im Oberpfälzer Landkreis Neustadt an der Waldnaab und wird von folgenden Gemeinden gebildet:
1. Kirchendemenreuth, 902 Einwohner, 39,32 km²
2. Parkstein, Markt, 2384 Einwohner, 30,84 km²
3. Püchersreuth, 1708 Einwohner, 25,21 km²
4. Störnstein, 1550 Einwohner, 10,91 km²
5. Theisseil, 1218 Einwohner, 21,39 km²

Die Geschäftsstelle der Verwaltungsgemeinschaft verwaltet auch den Schulverband Parkstein.
Sitz der Verwaltungsgemeinschaft ist Neustadt an der Waldnaab.
Die Neustädter Verwaltungsgemeinschaft (eine Körperschaft des öffentlichen Rechts) ging am 1. Juli 1973 aus der Gemeindegebietsreform in Bayern hervor. Sie war die erste „arbeitende“ Verwaltungsgemeinschaft in Bayern und ist nach der Stadt Vohenstrauß die zweitgrößte Kommunalverwaltung im Landkreis.
Die Stadt Neustadt a.d.Waldnaab selbst gehört dieser Verwaltungsgemeinschaft nicht an.